# Гельземий
Гельземий (лат. Gelsemium) — олиготипный род кустарников семейства Гельземиевые (Gelsemiaceae).

## Виды
- Gelsemium elegans (Gardner & Chapm.) Benth. распространён в Индии, Индонезии, Лаосе, Малайзии, Северный Мьянме, Северном Таиланде, Вьетнаме и китайских провинциях Фуцзянь, Гуандун, Гуанси, Гуйчжоу, Хунань, Цзянси, Юньнань и Чжэцзян. Произрастает в низкорослых лесах и чащах на высотах от 200 до 2000 м над уровнем моря. Высокотоксичен[1].
- Gelsemium rankinii Small — распространён на Юго-востоке США.
- Gelsemium sempervirens (L.) J.St.-Hil. — Гельземий вечнозелёный распространён на юго-востоке США; от Вирджинии до Техаса, а также в Мексике и в Гватемале.

## Предполагаемые жертвы отравления
- В декабре 2011 года китайский миллиардер Лун Лиюань умер, поев рагу из кошки, которое, как предполагается, было отравлено ядом растения Gelsemium elegans[2][3].
- По сообщениям предварительного следствия, следы Gelsemium elegans были обнаружены в желудке российского банкира Александра Перепеличного, внезапно скончавшегося в Великобритании 10 ноября 2012 года. По сообщениям британской прессы, Перепеличный выступал одним из основных свидетелей по делу о смерти Сергея Магнитского[4][5][6].